# Lori!Lori!
Lori!Lori! — российская рок-группа с женским вокалом.

## История группы

### Создание группы и дебютный альбом
Идея создания группы появилась в конце 2009 года у вокалистки Марии Соколовой и саунд-продюсера Николая Венгржановича. В течение первого года в состав коллектива вошли гитарист Александр Ильчук (Город 312, Ани Лорак, 7Раса, Юта, МОТ, Джиган, Глюкоза, Люся Чеботина, Вера Брежнева, Миша Маврин), гитарист Виктор Кучер (Grizzly Knows No Remorse), барабанщик Максим Олейник (Чёрный Обелиск), бас-гитарист Андрей Травкин (Николай Носков, IVAN).
Первое выступление группы состоялось на альтернативной сцене фестиваля Нашествие в 2010 году, а 24 ноября 2010 года Lori!Lori! открывали шоу канадской группы The Creepshow в клубе Точка в Москве.
В начале 2011 года группа сняла в Швеции свой первый клип на песню «Полчаса» и англоязычную версию «30 minutes to rock» у режиссёра Патрика Улаэуса, презентация которого состоялась на телеканале A-ONE.
В 2011 году Lori!Lori! выпустила дебютный полноформатный альбом «Все неправильно» на музыкальном лейбле «Союз», содержащий 12 треков.
В апреле 2011 года Lori!Lori! выступили на одной сцене с группой Eyes Set to Kill в клубе «Точка» в Москве, а в ноябре 2011 года группа открывала концерты Skillet, что в 2014 году вылилось в совместный тур по России. Также открывали концерты итальянской готик-метал группы Lacuna Coil.
В октябре 2012 года был представлен первый дуэт Lori!Lori! с группой Лампасы, на композицию «Я искал» и сняли на него видеоклип (https://www.youtube.com/watch?v=i_IMfOtfL9w). Позднее музыканты записали ещё один дуэт на песню «Руки, губы». Оба трека вошли в альбом группы Лампасы «Я продолжаю петь».

### «Меланхолия» и «Третий круг»
В 2013 году группа сменила свой стиль с поп-панка на альтернативный рок и произошла смена барабанщика. Новым барабанщиком стал Александр Карпухин. Lori!Lori! выпустила сингл «Завяжи глаза» и записала новый альбом «Меланхолия». По словам участников группы, он кардинально отличается от предыдущего: «он стал грустным, медленным, серьёзным, интересным в плане музыки и текстов». Презентация альбома состоялась 27 октября 2013 года в клубе ТеатрЪ в Москве. Там же 20 сентября 2014 года группа отпраздновала свое пятилетие, специальными гостями которого стали LaScala и Дайте Два.
Автором дизайна обложки «Маланхолия» стала студия Артемия Лебедева. https://www.artlebedev.ru/lori-lori/
В январе 2015 года вышел концертный-фильм «Меланхолия-LIVE» и сингл «Брось меня», текст которого написала Людмила Махова из группы «Дайте Два». В марте группа отправилась в совместный тур с LOUNA, а в апреле — с американскими музыкантами из Black Veil Brides. 10 сентября Lori!Lori! выступили на 10 ежегодной музыкальной конвенции Moscow Musiс Week.
В 2017 году Lori!Lori! презентовали свой третий альбом под названием «Третий круг», работу над которым начали ещё в 2015 году. А трек «Поводок» из этого альбома стал победителем проекта «Битва за эфир» на Нашем Радио.
В 2018 году Lori! LorI! отправились в большой концертный тур по России с групой LOUNA от Калининграда до Камчатки. В этом же году группа поехала в свой гастрольный тур по городам России с расширенной программой — презентацией альбома «Третий круг + лучшие хиты».
В 2019 году в группе поменялся состав музыкантов и они выпустили два клипа на песни «Декаданс» и «Вспышка», которые вошли в четвёртый альбом Lori! Lori!
Вскоре наступил мировой стоп — 2020 год!
В 2021 году Lori! LorI! выпустили свой четвёртый полноформатник «Вышел из себя». Этот альбом отличается от других тем, что в звучании прослеживается яркое внедрение электроники и экспериментальных шагов, которые как раз и привнесли в звучание новый состав музыкантов, авторов и композиторов, таких как Алексей Архангельский, Николай Карпенко и Евгений Стадниченко. Новейший полноформатный диск московских альтернативщиков начался с обложки, который и визуально и смыслово интерпретируется, как — Вышел из себя / Вернусь нескоро / И пусть весь мир подождёт, пока звучит новый диск команды, ведь слушать его нужно внимательно и ни на что не отвлекаясь.
В 2022—2023 годах начался новый этап в жизни группы, происходит смена барабанщика. Группа снова в сборе, к ней присоединился Сергей Иванов и уже с ним были выпущены новые релизы: «Друг», «Обмани», «Прав, Да»! Команда также отыграла концерты в поддержку новых синглов в клубах Санкт-Петербурга — 15.10.23 г., клуб «Ласточка» и Москвы — 20.10.23 г., клуб «Агломерат». Это были первые концерты после пятилетнего молчания.
Весной 2024 года группа представила свой первый полноформатный акустический альбом «Light». Работа, включавшая 5 треков, отличалась лирической глубиной и проникновенными аранжировками. Каждый трек сопровождался видеоклипом, снятым в павильоне центра славянской письменности «Слово» на ВДНХ.
Осенью 2024 года, в честь 15-летия коллектива, Lori! Lori! выпустили пятый студийный альбом «Третий Лишний». Альбом, концептуально связанный с ранее выпущенным двухсерийным триллером «Кислота» (ставшим визуальным сопровождением синглов), ознаменовал новый этап в звучании группы. Музыканты охарактеризовали его как драматическую и остросюжетную работу, смешивающую элементы альтернативного рока с жесткими боевиками, чувственными композициями и неожиданными аранжировочными решениями. Название альбома было заимствовано из трека «Город».
В декабре 2024 года состоялся совместный релиз Lori! Lori! и Евгения Егорова (вокалиста группы «Эпидемия») — новая версия песни «В ледяных ладонях» с альбома «Третий Лишний». Трек был дополнен оркестровыми партиями и новым бриджем.
В феврале 2025 года группа выпустила мини-альбом (EP) «Улетай». В его основу легла одноименная песня, написанная худруком группы Николаем Венгржановичем в 1998 году и впервые вошедшая в дебютный альбом «Всё неправильно» (2011). Гитарист и электронщик группы Алексей Архангельский создал для EP четыре новые версии композиции: утяжеленную электрическую, оркестровую (аранжировка Сергея Ерохина), ретро-ремикс в стиле 80-х на драм-н-бас и инструментальную караоке-версию. Релиз включал также интро от вокалистки Марии Соколовой.
В мае 2025 года Lori! Lori! представили сингл «Я твоё сердце». Песня была описана группой как многогранная работа с глубоким смыслом и «открытым финалом», затрагивающая темы внутреннего диалога, раздвоения личности и трансформации эмоций.

## Участие в музыкальных фестивалях
Группа Lori!Lori! является регулярным участником множества музыкальных фестивалей, таких как Нашествие (в 2010—2012, 2014 и 2017 годах), Мотоярославец, Байк-шоу в Севастополе, Соседний мир, Доброфест, Владимирский тяжеловоз, фестиваль «Улетай».

## Рецензии
В журнале «Артист» музыкант Никита Муравьев (группа «Слот») и музыкальный журналист Влад Ясинский отметили, что второй альбом группы «Lori!Lori!» под названием «Меланхолия» не имеет ничего общего с дебютным поп-панк альбомом «Все неправильно». Второй альбом, по их мнению, — это серьёзные тексты с мрачной и оглушающей музыкой, и только после выхода «Третьего круга» коллектив сформировался окончательно, сочетая в своих композициях уже фирменный для них хард-рок, альтернативу и прогрессив.

### От MUSECUBE
Группа Lori!Lori! приступила к записи нового альбома
«От себя не убежать»: группа Lori!Lori! выпустила акустический альбом
«Третий лишний» — зависимость от Lori!Lori!

### От МETBASH
Lori! Lori! «Light» (интернет-релиз)
Новая Волна Русского Рока: Lori!Lori!

### От NOTAME
Обзор релиза Light

### От ASTARTA
Lori! Lori! «Третий лишний»
Lori! Lori! — Третий Лишний. Обзор релиза
Рецензия на альбом Lori! Lori! «Третий Круг»
Рецензия на альбом группы LORI LORI «Вышел из себя»
Рецензия на мини-альбом группы Lori! Lori! «Друг»
Рецензия на акустический альбом группы Lori! Lori! «Light»
Рецензия на альбом группы Lori! Lori! "Третий лишний"

## Треки к фильмам
Московская рок-группа Lori! Lori!, покорившая сердца российских слушателей живой энергетикой и неповторимым звучанием, напишет песню, которая станет официальным саундтреком к фильму «Дэдпул-3» с Райаном Рейнольдсом в главной роли — об этом сообщили источники, близкие к артистам.
Данная новость произвела настоящий фурор в музыкальной индустрии страны, ведь подобное сотрудничество между отечественными музыкантами и представителями зарубежного кинематографа можно назвать поистине уникальным случаем.
Музыка российской рок-группы Lori!Lori! может появиться в третьей части фантастического боевика «Дэдпул», рассказал NEWS.ru гитарист бэнда Александр Ильчук. Он отметил, что на текущей стадии переговоров имеются некоторые проблемы, но представители Marvel не дают конкретных ответов.
О Дэдпул:
https://лаймтайм.рф/portfolio/rok-gruppa-lori-lori/
Lori! Lori о Дэдпул 3:
https://news.ru/cinema/rossijskie-muzykanty-rasskazali-o-zapisi-saundtreka-k-filmu-dedpul-3/

## Интервью
Эксклюзивное интервью с вокалисткой:
—Мария, расскажите о вашем творчестве: в каких жанрах предпочитаете работать, кто автор музыки и слов ваших песен, какие главные мысли вы хотите донести до своего слушателя? Интересно узнать и о происхождении названия группы — Lori! Lori!
— Мы играем в стиле альтернативный рок, рок, с вкраплениями панка и, временами, даже глема (в вокале). Это наше основное звучание. Иногда нас заносит в разные эксперименты и уходим даже в танцевалку, но это состояние настроения, не основное. И даже этим делимся со своими слушателями, потому что эти эксперименты и настроения являются частью нашей жизни.
Идейные вдохновители у нас мы с Николаем Венгржановичем, ну и, конечно, в творчестве участвуют музыканты нашей группы: Александр Ильчук, Алексей Архангельский, Николай Карпенко (Джон Ширли), Сергей Иванов ….. Но вообще у нас за 13 лет собралась большая компания из авторов, друзей, музыкантов, арт дизайнеров, художников, стилистов, режиссёров, видео инженеров… все причастны к нашему вдохновению! Живем — время не тратим зря!

## О концертах в октябре 2023 года

### Клуб «AGLOMERAT» в Москве
https://rockgig.net/event/606440
https://лаймтайм.рф/portfolio/rok-konczert-lorilori/
https://www.aglomerat.org/event/concerts/2023-lori-lori-20oct/

### Клуб «Ласточка» в Санкт-Петербурге и «AGLOMERAT» в Москве
http://followmemagazine.ru/lori-lori-порадует-жителей-и-гостей-двух-стол/

## Нынешний состав
- Мария Соколова — вокал, окончила балетмейстерский факультет ГИТИСа
- Александр Ильчук — гитара, окончил НГК им. Глинки
- Сергей Иванов — барабаны, окончил МГУПС-МИИТ
- Николай Карпенко — бас-гитара, окончил МИИЯ
- Алексей Архангельский — гитара, элекроника, окончил НИТУ МИСИС
- Николай Венгржанович — саунд-продюсер, звукорежиссёр студийный/концертный, окончил Yerevan State University

## Дискография и видео

### Студийные альбомы (vk)
- 2011 — Всё неправильно[31]
- 2013 — Меланхолия[32]
- 2017 — Третий круг[33]
- 2021 — Вышел из себя[34]
- 2024 — Light
- 2024 — Третий Лишний

### Синглы и EP (vk)
- 2020 — Душа[35]
- 2020 — Не было нас[36]
- 2021 — Вещи[37]
- 2023 — Предел[38]
- 2023 — Друг[39]
- 2023 — Обмани[40]
- 2023 — Прав, Да![41]
- 2024 — Поверить (acoustic version)
- 2024 — Кислота
- 2024 — В ледяных ладонях (feat. Евгений Егоров (Эпидемия))
- 2025 — Улетай (EP)
- 2025 — Я твоё сердце

### Видеоклипы (You Tube)
- 2011 — Полчаса (реж. Патрик Улаэус)[42]
- 2011 — 30 minutes to rock (реж. Патрик Улаэус)[43]
- 2011 — Пусть сердце бьется (реж. Ладо Кватания)[44]
- 2011 — Солнечный удар (реж. Патрик Улаэус)[45]
- 2012 — Я искал (feat. Лампасы) (реж. Алексей Дунаев)[7]
- 2013 — Меланхолия (реж. Дмитрий Brain)[46]
- 2014 — Вода (live) (реж. Серж Отрепьев)[47]
- 2015 — Брось меня (реж. Валерий Букша)[48]
- 2017 — Поводок (реж. Антон Хамчишкин)[49]
- 2019 — Декаданс (реж. Константин Королев)[50]
- 2019 — Вспышка (реж. Антон Долгих)[51]
- 2024 — Поверить (acoustic version) (реж. Константин Кукин)
- 2024 — Завяжи глаза (acoustic version) (реж. Константин Кукин)
- 2024 — Поводок (acoustic version) (реж. Константин Кукин)
- 2024 — Все сжечь (acoustic version) (реж. Константин Кукин)
- 2024 — Оревуар! Монамур! Пока! (acoustic version, feat Люся Махова) (реж. Константин Кукин)
- 2024 — Коллекционер (реж. Сергей Сиротин, Антон Долгих)
- 2024 — Кислота (реж. Сергей Сиротин, Антон Долгих)

### Концертные LIVE
2013 — Меланхолия (концерт презентация)
2017 — Ад (ZiL Arena)
2023 — Друг (Aglomert)
2023 — Предел (Aglomert)
2024 — Выгораю (Sherwood pub)
2024 — Завяжи глаза (Живой!)
2024 — Кто-то знает (Живой!)
2024 — Поводок (Живой!)